# 光大证券
光大证券股份有限公司（上交所：601788、港交所：6178，简称光大证券），是中國光大集團的一家证券公司，其主要业务位于中国大陆。

## 历史
光大证券在中国大陆是一家全牌照券商（投资银行）。该公司于2009年8月18日在上海证券交易所挂牌上市。在证监会公布的2016年证券公司分类结果中，光大证券被评为AA级。
光大证券的主要业务包括：零售经纪、投资银行、资产管理、自营投资、销售交易和研究，同时亦通过其子公司从事期货交易和PE投资业务。
2015年2月2日，光大證券以40.95億港元現金代價，收購新鴻基公司（086）證券及資產管理業務新鴻基金融70%股權。
2021年7月24日，中国证券监督管理委员会发布《2021年证券公司分类结果》，共有103家券商参与。其中光大证券被评为AA级，与2020年持平。

## 事件
2013年8月，光大證券交易异常，发生乌龙指事件。
2014年6月10日，投资者诉光大证券乌龙指索赔案交换证据 光大拒庭外和解。